# UFC 277
UFC 277: Peña vs. Nunes 2（ユーエフシー・ツーセブンティセブン：ペーニャ・バーサス・ヌネス・ツー）は、アメリカ合衆国の総合格闘技団体「UFC」の大会の一つ。2022年7月30日、テキサス州ダラスのアメリカン・エアラインズ・センターで開催された。

## 大会概要
本大会は王者ジュリアナ・ペーニャと挑戦者アマンダ・ヌネスによるUFC世界女子バンタム級タイトルマッチ、ブランドン・モレノとカイ・カラ＝フランスによるUFC世界フライ級暫定王座決定戦が組まれた。

## 試合結果

### アーリープレリム
第1試合 172.5ポンド契約 5分3R
○  オリオン・コシ vs.  ブラッド・ダイヤモンド ×
3R終了 判定3-0（29-28、29-28、29-28）
※コシの体重超過によりウェルター級から変更。
第2試合 ライトヘビー級 5分3R
○  ニコラエ・ネグメレアヌ vs.  イーホル・ポティエリア ×
2R 3:33 TKO（スタンドパンチ&膝蹴り連打）
第3試合 137.5ポンド契約 5分3R
○  ジョセリン・エドワーズ vs.  キム・ジヨン ×
3R終了 判定2-1（28-29、29-28、30-27）
※エドワーズの体重超過によりバンタム級から変更。
第4試合 ウェルター級 5分3R
○  マイケル・モラレス vs.  アダム・フューギット ×
3R 1:09 TKO（右ストレート）

### プレリミナリーカード
第5試合 ライト級 5分3R
○  ドラッカー・クロース vs.  ラファ・ガルシア ×
3R終了 判定3-0（29-28、29-28、29-28）
第6試合 ヘビー級 5分3R
○  ハムディ・アブデルワハブ vs.  ドンテイル・メイエス ×
3R終了 判定2-1（29-28、28-29、29-28）
第7試合 ライト級 5分3R
○  ドリュー・ドーバー vs.  ハファエル・アウベス ×
3R 1:30 KO（左ボディブロー）
第8試合 ウェルター級 5分3R
○  アレックス・モロノ vs.  マシュー・セメルスバーガー ×
3R終了 判定3-0（29-28、29-28、30-27）

### メインカード
第9試合 ライトヘビー級 5分3R
○  マゴメド・アンカラエフ vs.  アンソニー・スミス ×
2R 3:09 TKO（パウンド）
第10試合 フライ級 5分3R
○  アレッシャンドリ・パントージャ vs.  アレックス・ペレス ×
1R 1:31 ネッククランク
第11試合 ヘビー級 5分3R
○  セルゲイ・パブロビッチ vs.  デリック・ルイス ×
1R 0:55 TKO（スタンドパンチ連打）
第12試合 UFC世界フライ級暫定王座決定戦 5分5R
○  ブランドン・モレノ vs.  カイ・カラ＝フランス ×
3R 4:34 TKO（左ミドルキック→パウンド）
※モレノが王座獲得に成功。
第13試合 UFC世界女子バンタム級タイトルマッチ 5分5R
○  アマンダ・ヌネス vs.  ジュリアナ・ペーニャ ×
5R終了 判定3-0（50-45、50-44、50-43）
※ヌネスが王座獲得に成功。

### 各賞
ファイト・オブ・ザ・ナイト：ブランドン・モレノ vs. カイ・カラ＝フランス
パフォーマンス・オブ・ザ・ナイト：ドリュー・ドーバー、アレッシャンドリ・パントージャ
各選手にはボーナスとして5万ドルが授与された。

### カード変更
負傷などによるカードの変更は以下の通り。